# Andrew Parsons (Sportfunktionär)

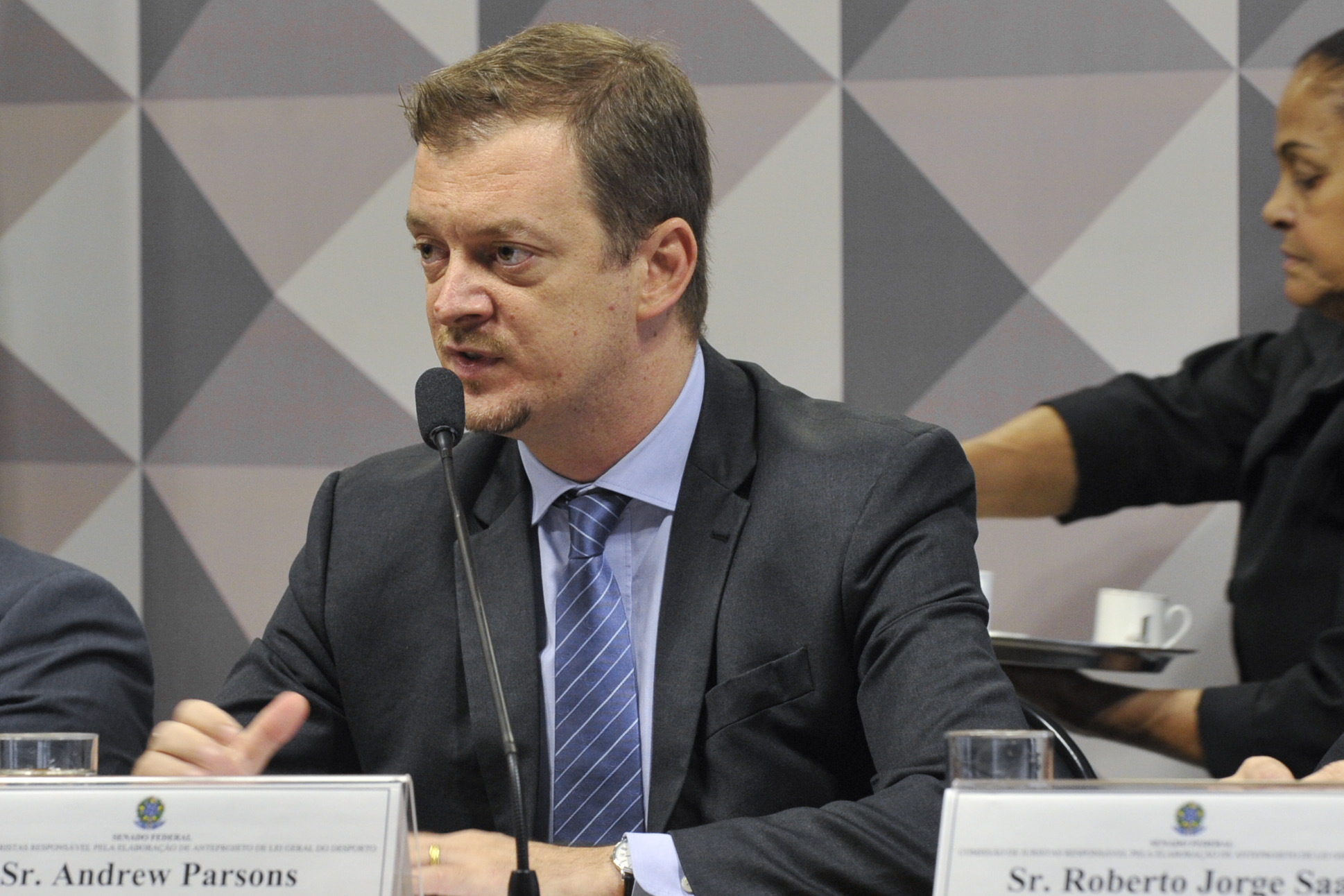
Andrew Parsons (2016)

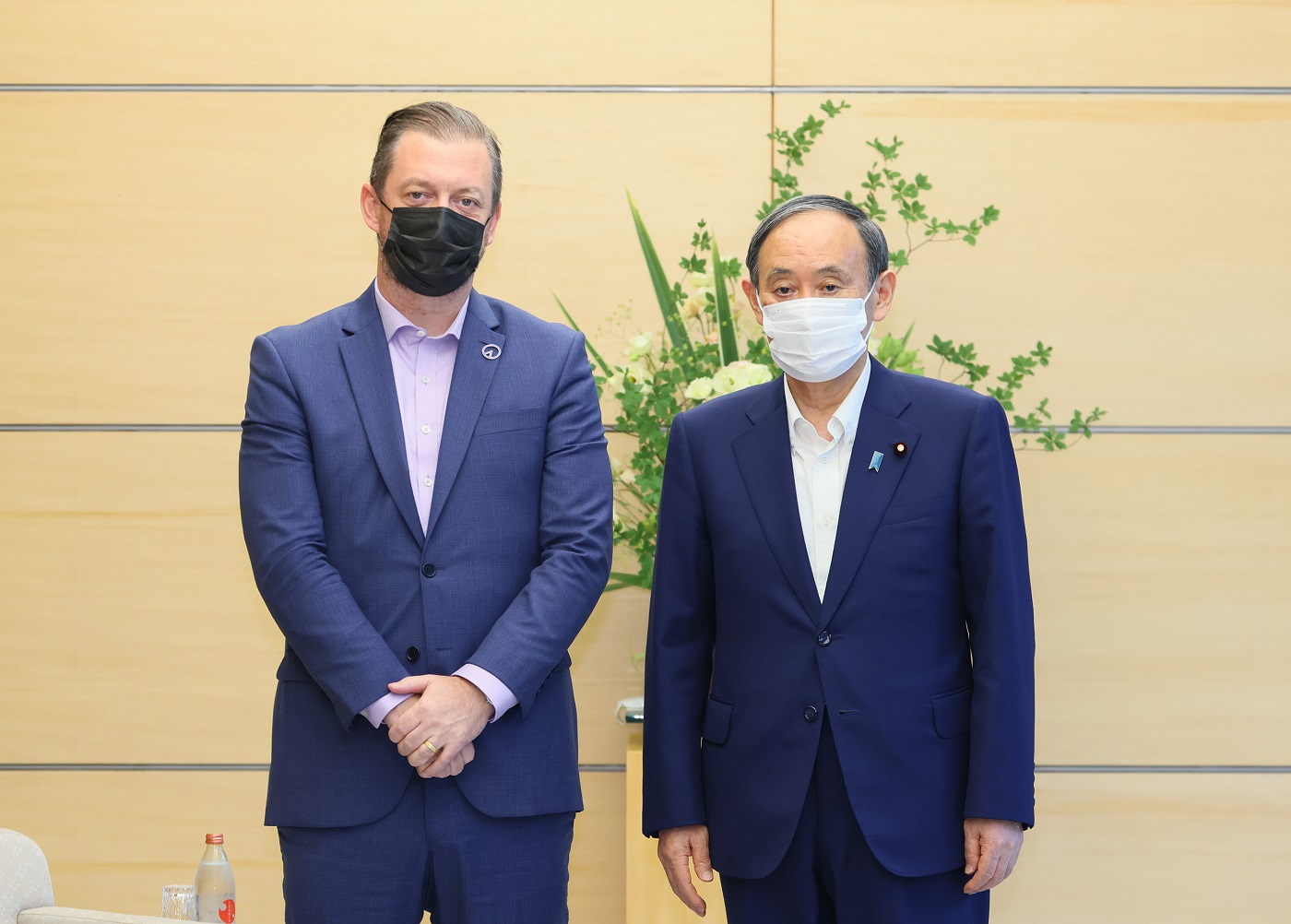
Parsons im September 2021 mit dem japanischen Premierminister Yoshihide Suga

Andrew Parsons (* 10. Februar 1977 in Rio de Janeiro) ist ein brasilianischer Sportfunktionär. Seit 2017 ist er Präsident des Internationalen Paralympischen Komitees.

## Werdegang
Parsons’ familiäre Wurzeln liegen im Vereinigten Königreich: Er hat eine schottische Großmutter und englische Eltern, selbst ist er damit Brasilianer in erster Generation. Als Jugendlicher spielte er vor allem Fußball, versuchte sich aber auch – jeweils ohne größere Erfolge zu feiern – in verschiedenen anderen Sportarten wie Radsport, Tennis und Basketball. Später sagte er, ihm sei klar geworden, dass er kein professioneller Sportler werden könne, dennoch habe er dem Sport verbunden bleiben wollen.
Während seines Studiums der Kommunikationswissenschaften an der Universidade Federal Fluminense in Rio de Janeiro zwischen 1996 und 2001 begann Parsons, zunächst als Praktikant, beim in Rio ansässigen Brasilianischen Paralympischen Komitee (BPC) zu arbeiten. Die Arbeit mit körperbehinderten Athleten begriff er nach eigener Aussage zum einen als „Inspiration“ und zum anderen als Herausforderung, die in Brasilien weitgehend unbekannte paralympische Bewegung stärker ins öffentliche Bewusstsein zu rücken. Im Alter von 24 Jahren wurde er 2001 Generalsekretär des BPC und übernahm in den folgenden Jahren die Funktion als Chef de Mission der brasilianischen Delegation bei verschiedenen internationalen Titelkämpfen. Zwischen 2005 und 2009 war er Präsident des (für den gesamten Doppelkontinent Amerika zuständigen) Americas Paralympic Committee und verantwortete in dieser Rolle die Organisation der Parapanamerikanischen Spiele 2007 in Rio de Janeiro.
Von 2009 bis 2017 stand Parsons dem Brasilianischen Paralympischen Komitee als Präsident vor. Die Sommer-Paralympics 2016 in Rio de Janeiro sah er als wesentlichen Schritt in der Entwicklung des paralympischen Sports in Brasilien, den er vor allem zu Beginn seiner Amtszeit als vollständig unterfinanziert betrachtete. Gleichzeitig engagierte er sich im Internationalen Paralympischen Komitee (International Paralympic Committee, IPC), dessen Vizepräsidentschaft er 2013 übernahm. Im September 2017 wählte die IPC-Vollversammlung Parsons zum Nachfolger Philip Cravens, der sich nach 16 Jahren vom Amt des Präsidenten zurückzog. Parsons setzte sich im ersten Wahlgang mit der erforderlichen absoluten Mehrheit (84 von 163 Stimmen) gegen drei Mitbewerber durch und wurde damit der dritte Präsident in der IPC-Geschichte. Im Dezember 2021 wurde er ohne Gegenkandidaten für eine weitere vierjährige Amtszeit bestätigt.

## Positionen und öffentliche Wahrnehmung
Zu Beginn seiner Amtszeit als IPC-Präsident erklärte Parsons 2018, er wolle die Beziehungen des IPC zum Internationalen Olympischen Komitee (IOC) verbessern, um die Stabilität der paralympischen Bewegung zu sichern. Das Verhältnis der beiden Dachverbände galt als belastet, etwa durch den unterschiedlichen Umgang mit russischen Sportlern angesichts des im McLaren-Report aufgedeckten systematischen Staatsdopings. Unter Parsons’ Vorgänger Philip Craven hatte das IPC russische Athleten von den Sommer-Paralympics 2016 komplett ausgeschlossen. Im Vorfeld der Winter-Paralympics 2018 in Pyeongchang entschied Parsons, dass russische Sportler (ähnlich der Herangehensweise des IOC) unter IPC-Flagge als neutrale paralympische Athleten antreten durften. 2022 – vor dem Hintergrund des russischen Überfalls auf die Ukraine eine Woche vor Beginn der Winter-Paralympics in Peking – erklärte das IPC zunächst, russische (und belarussische) Sportler trotz internationaler Forderungen nach einem Ausschluss antreten zu lassen. Nachdem mehrere Nationen laut Parsons’ Aussage für diesen Fall ihren Rückzug angekündigt hatten, gab er einen Tag vor Beginn der Paralympics die Suspendierung der 83 Para-Athleten aus Russland und Belarus bekannt.
Besondere Priorität räumte Parsons nach eigener Aussage einer Professionalisierung des paralympischen Klassifizierungssystems ein. Zudem sagte er in einem Interview mit der Frankfurter Allgemeinen Zeitung 2018, er strebe eine stärkere Einbindung der nationalen paralympischen Komitees an. Seit 2018 ist Parsons Mitglied des Internationalen Olympischen Komitees.
Ein Artikel im Tagesspiegel bescheinigte Parsons 2018 einen „wachen Blick“: Er wisse, welche Rolle er in der Öffentlichkeit spielen müsse, um die paralympische Bewegung zu stärken. Bei der Eröffnungsfeier der Winter-Paralympics 2022 hielt Parsons eine als „leidenschaftliche[…] ‚Friedensbotschaft‘“ eingeschätzte Rede, die im chinesischen Fernsehen in Teilen zensiert wurde. Er nannte dabei Russland und die Ukraine nicht namentlich, zeigte sich aber „entsetzt, was gerade jetzt in der Welt passiert“.